# 津崎真希
津崎 真希（つざき まき、4月18日 永遠の38歳 ）は、日本のアイドル、舞台女優。愛称はつったん。東京都出身。元GlanzEntertainment所属。女性アイドルユニット元ぷリズムのメンバーである。
2019年4月18日～セルフプロデュースとして活動。

## 略歴

### 2015年
- 4月18日、『フューチャーアイドルプラネット　Level41　DAY』にてアイドルデビュー。
- 5月、★風鈴堂プロデュース公演『銀河旋律』春山はるか役にて舞台デビュー。
- i.D.o.t企画『ぁげぽょ月見カォス』（Ikebukuro Dot）
- 9月29日、雛村安那と『ぷリズム』としてユニットデビュー（青色担当。相方、雛村安那が赤色担当）。

### 2016年
- 1月23日、ぷリズム初のオフ会、焼肉オフ会開催。
- 3月19日、太田区文化会Vol.190『OTA音』（神田MIFA）にてぷリズムの一時活動停止を発表。

## 人物
自称お笑い担当。目標はマルチな女優。好きな事はご飯を食べること。趣味は絵を書く事、散歩。自作のグッズを制作する『つったん工房』で作成したグッズはライブ物販やいーぐらんつ!（事務所公式通販サイト）にて販売している。好きな食べ物は鯖で、自作グッズにも多々鯖が登場している。趣味の散歩は『つったん散歩』と称し不定期にTwitterで開催されている。

## 出演

### 舞台
風鈴堂プロデュース公演『銀河旋律』（2015年5月） - 春山はるか 役
ICHIGEN プロデュース第2回公演『MOTEL』（2015年8月） - ミッキー 役
2018年7月 劇団宇宙キャンパス みあげてごらんっ！ 新入り役
2019年2月 劇団宇宙キャンパス ライブ イン ザ パースト 三ッ橋冬佳役
2019年9月 スリーアウト～サヨナラ篇～
2019年9月 リーディングライブ 猫が人間に憧れる日
2019年10月 Vote Show-The GAME-
2019年12月 劇団ぱすてるからっと 夢追い少女は凍らない 紫桜役
2019年7月 劇団宇宙キャンパス 野原ニ響ク約束ノ音 虎満役
2020年12月 劇団宇宙キャンパス 悲しいシンデレラの殺し方 感情的な女役
2021年9月 劇団宇宙キャンパス 野原ニ響ク約束ノ音 再演 虎満役
2022年2月 劇団宇宙キャンパス いつかわらった優しい嘘つき 黒川愛役
2022年9月 劇団宇宙キャンパス  女絶妙  ミーナ役
2022年12月  中目黒R.P.G  Voyage to the Have-nots  アルグラ役

### ライブ
- 『フューチャーアイドルプラネット　Level41　DAY』（2015年4月18日、ikebukuro Dot） - ソロ
- 『アイドル★超絶応援リーグ Vol.004～推しアイドルを精一杯応援しよう～』（2015年5月25日、ikebukuro Dot） - ソロ
- 『フューチャーアイドルプラネット　Level49　DAY』（2015年6月6日、ikebukuro Dot） - ソロ
- 『フューチャーアイドルプラネット　Level49　NIGHT』（2015年6月6日、ikebukuro Dot） - ソロ
- i.D.o.t定期ライブ『どっとらいぶ　よん』（2015年6月22日、ikebukuro Dot） - ソロ
- i.D.o.t企画ライブ『ぁげぽょカォスブライド』（2015年6月29日、ikebukuro Dot） - ソロ
- 『フューチャーアイドルプラネット 海の日スペシャル DAY』（2015年7月20日、ikebukuro Dot） - ソロ
- i.D.o.t定期ライブ『どっとらいぶ　ろく』（2015年8月24日、ikebukuro Dot） - ソロ
- 『☆RICK Presents Live　Super Idol Collection Vol.31』（2015年9月9日、渋谷RICK） - ソロ
- 『フューチャーアイドルプラネット Lv66 NIGHT』（2015年9月20日、ikebukuro Dot） - ソロ
- i.D.o.t企画ライブ『ぁげぽょ月見カォス』（2015年9月29日、Ikebukuro Dot） - ぷリズム
- アイドルプラネットPresents『アイドルブレイブ2015 #4 NIGHT』2015年10月31日、Ikebukuro Dot） - ソロ
- アイドルプラネットPresents『アイドルブレイブ2015 #6 NIGHT』（2015年11月7日、Ikebukuro Dot） - ぷリズム
- アイドルプラネットPresents『アイドルブレイブ2015 #8 NIGHT』（2015年11月22日、Ikebukuro Dot） - ソロ
- i.D.o.t　『聖夜もカオスナイト』（2015年12月25日、ikebukuro Dot） - ぷリズム
- アイドルプラネットPresents『アイドルブレイブ2016 #1 DAY』（2016年1月16日、ikebukuro Dot） - ソロ
- アイドルプラネットPresents『アイドルブレイブ2015 #12 NIGHT』（2016年1月16日、ikebukuro Dot） - ソロ
- 『VOCA　PHOTO　IDOL　LIVE EVENT』（2016年1月17日、Akihabara Cypher） - ぷリズム
- 『HatsudaiGirl'sParty』（2016年1月20日、初台DOORS） - ソロ
- 『VOCA　PHOTO　IDOL　LIVE EVENT』（2016年1月21日、Akihabara Cypher） - ソロ
- アイドルプラネットPresents『アイドルブレイブ2016 #3 NIGHT』（2016年1月24日、ikebukuro Dot） - ソロ
- 『VOCA　PHOTO　IDOL　LIVE EVENT』（2016年1月28日、Akihabara Cypher） - ぷリズム
- アイドルプラネットPresents『アイドルブレイブ2016 #4 DAY』（2016年1月30日、ikebukuro Dot） - ソロ
- アイドルプラネットPresents『アイドルブレイブ2016 #4 NIGHT』（2016年1月30日、ikebukuro Dot） - ソロ
- アイドルプラネットPresents『アイドルブレイブ2016 #5 NIGHT』（2016年1月31日、ikebukuro Dot） - ソロ
- アイドルプラネットPresents『アイドルブレイブ2016 #11 NIGHT』（2016年3月6日、ikebukuro Dot） - ソロ
- チバテレビpresents『マスターコレクション』公開収録（2016年3月10日、ikebukuro mismatch） - ソロ+マネジ
- アイドルプラネットPresents『アイドルブレイブ2016 #12 DAY』（2016年3月12日、ikebukuro Dot） - ソロ
- アイドルプラネットPresents『アイドルブレイブ2016 #12　NIGHT』（2016年3月12日、ikebukuro Dot） - ソロ
- 『VOCA　PHOTO　IDOL　LIVE 無銭』（2016年3月15日、Akihabara Cypher） - ソロ
- 太田区文化会Vol.190『OTA音』（2016年3月19日、神田MIFA） - ぷリズム
- アイドルプラネットPresents『アイドルブレイブ2016 #14 NIGHT』（2016年3月20日、ikebukuro Dot） - ソロ
- チバテレビpresents『マスターコレクション』公開収録（2016年4月14日、ikebukuro mismatch） - ソロ+マネジ
- i.D.o.t企画ライブ『【あと3回】三週連続カオスナイト壱』（2016年4月20日、ikebukuro Dot） - ソロ
- i.D.o.t企画ライブ『【あと2回】三週連続カオスナイト弐』（2016年4月27日、ikebukuro Dot） - ソロ
- チバテレビpresents『マスターコレクション』公開収録（2016年6月9日、ikebukuro mismatch） - ソロ+マネジ
- 桜香心優生誕記念主催ライブ『～開花の響～』（2016年7月10日、日暮里プリモボックス）
- 『アニ愛ジャンクションVol.34』（2016年7月26日、神田MIFA）